# Люблін-Головний
Лю́блін-Головний (пол. Lublin Główny) — провідна вузлова залізнична станція в місті Люблін, Польща. Вокзал станції розташований на Двірцевій площі, займає перше місце за кількістю відправлених пасажирів у східній частині Польщі. Вокзал побудовано, зі слів дослідників, найімовірніше, у 1877 році та є пам'яткою архітектури. Сучасний вигляд є результатом 10-річного ремонту та перебудови.

## Лінії
- nr 7 Варшава-Східна-Пасажирська — Дорогуськ;
- nr 67 Люблін — Свидник;
- nr 68 Люблін — Переворськ.